# Серія ретророманів Андрія Кокотюхи
Серія ретророманів Андрія Кокотюхи – це сім книг письменника, в яких розповідається про життя Клима Кошового у чужому місті, пригоди, які відбуваються за період, описаний впродовж 1908 року до 1918 року, у житті головного героя. Книги виходили друком в українському видавництві «Фоліо» впродовж 2014-2017 років. Усі книги опубліковано українською мовою.

### Будова циклу

#### Адвокат з Личаківської[1]
Ретрокнига «Адвокат із Личаківської» переносить читача на початок ХХ століття, а саме 1908 рік та розповідає про молодого киянина Клима Кошового, який дивом вирвався з тюрми й тікає від переслідувань царської влади до Львова. Але й тут його заарештовує поліція — біля трупа відомого адвоката Євгена Сойки. Покійний мав у місті сумнівних друзів та могутніх ворогів. Самогубство — чи вбивство? Пошуки істини водять Кошового темними лабіринтами львівських вулиць. На шляху — зухвалі батяри, міські кримінальні королі та російські терористи-бомбісти. А ще поліцейський комісар Марек Віхура, в якого Клим постійно плутається під ногами. Правда приголомшить Кошового та його нового відданого друга Йозефа Шацького. Й назавжди змінить долю загадкової та впливової красуні Магди Богданович.

#### Привид з Валової[2]
Львів. 1909 рік. У кишені трупа, знайденого у будинку на вулиці Валовій, виявили візитівку Клима Кошового. Смерть сталася за досить дивних обставин, хоча офіційно це нещасний випадок. Але той дім має у Львові недобру славу. Кажуть. у ньому вже сто років блукає привид Чорної пані. Всякого, хто зустрінеться з нею,чекає погибель.

#### Автомобіль з Пекарської[3]
Львів, 1911 рік. У центрі міста, на вулиці Пекарській, у власному розкішному автомобілі знайдено мертвою доньку нафтового магната. У вбивстві підозрюють її таємного коханця. Це – Густав Сілезький, один із королів львівського злочинного світу. Він може довести свою невинність, та докази готовий довірити лише одній людині – Климу Кошовому. Тепер герой повинен знайти справжнього вбивцю, аби витягнути давнього знайомого з тюрми. У пошуках йому допомагає вірний друг Йозеф Шацький, і разом вони розкривають брудні таємниці з життя міської аристократії. Люди в масках, кримінальні ватажки, мільйонери, провокатори – підозрюються всі. І все ж найбільший ризик для Клима Кошового – його приватне розслідування категорично не подобається впливовій красуні Магді Богданович.

#### Різник з Городоцької[4]
Львів, 1913 рік. Напередодні Різдва жорстоко вбито кількох дівчат легкої поведінки. Газети дали невловимому вбивці прізвисько — Різник із Городоцької. Але кримінальна хроніка та інші сенсації більше не цікавлять уже відомого читачеві львівського адвоката Клима Кошового. У нього життя налагоджується: він має адвокатську практику, заможну клієнтуру, повагу в суспільстві й наречену — відому акторку театру і кіно. Та захищати хворого юнака, якого підозрюють у жорстоких вбивствах, Кошовий усе ж таки погоджується. Програти він не може, а перемога — це додаткова й гучна реклама. Але щойно невинний виходить на волю, на Клима починається справжнє полювання. Щоб урятувати своє життя, йому треба якнайшвидше знайти Різника. Так починаються пошуки, котрі приводять Кошового та його друга Йозефа Шацького в стіни психіатричної лікарні, відкривають світ львівських повій і таємниці хворих душ. Клим не знає, як Різник змінить його життя. І тим більше не уявляє, що ця справа підніме завісу над однією з таємниць впливової красуні Магди Богданович.

#### Коханка з Площі Ринок[5]
Страшні часи настали для мальовничого Львова під російською окупацією. Під масові арешти потрапляє Клим Кошовий, проте все несподівано змінює смерть Божени Микульської — коханки впливового російського офіцера. І не тільки його.У Кошового з’являється шанс вийти на свободу. Разом із напарником Йозефом Шацьким вони, ризикуючи власними життями, крок за кроком наближаються на загадкового вбивці те секрету коханки із площі Ринок.

#### Втікач з Бригідок[6]
Львів, осінь 1916 року. Героя війни, українського січового стрільця Захара Ладного підозрюють у вбивстві через ревнощі. Його взяли під варту і тримають у тюрмі Бригідки. Звинувачення кидає тінь на всіх добровольців. Захистивши стрільця, Климентій Кошовий може врятувати честь Легіону. І хоча Клим через війну покинув адвокатську практику, він погоджується спробувати. Далі події розвиваються стрімко: Ладний робить відчайдушну спробу втекти з в’язниці, захопивши Кошового в заручники. Почавши приватне розслідування, Клим і його друг Йозеф Шацький знову занурюються у світ криміналу, де вже наново поділили владу, ближче знайомляться із січовими стрільцями та стикаються з хитрощами російських шпигунів. А розбрат, який таємний ворог сіє довкола, вперше ставить під загрозу кохання українця Кошового і полячки Магди Богданович.

#### Офіцер з Стрийського парку[7]
Львів, осінь 1918 року. Австро-Угорська імперія за крок до руйнації. Поляки та українці ведуть боротьбу за владу, кожна сторона претендує на Східну Галичину. Йдуть важкі політичні переговори. Українцям вигідно затягувати процес — є надія знайти сильного союзника. Аж раптом у Стрийському парку знаходять труп офіцера-поляка, який був членом таємного військового товариства. Переговорам кінець, і Климентій Кошовий, не так давно — відомий адвокат, а нині — особа без певних занять, має два дні, аби довести: вбивство не має стосунку до політики. Вбитий мав безліч ворогів, звести з ним рахунки міг хто завгодно. Але правда вже нікого не цікавить, збройне протистояння у Львові неминуче… І все одно Кошовий, під кулями листопадових вуличних боїв, вперто шукає істину. Відкриття приголомшить. А події тих буремних днів змінять його долю, вплинуть на погляди його друга Йозефа Шацького та можуть розвести по різні боки вуличних барикад Клима і його кохану Магду Богданович.

## Інші ретроромани автора
- «Київські бомби» (Харків: «Фоліо», 2017) ISBN 978-966-03-7598-7

## Озвучення серії ретророманів
У 2019 році «UA:Українське радіо» почало запис радіодетективу за ретророманом «Адвокат із Личаківської» Андрія Кокотюхи. Героїв озвучують Євген Нищук, Ольга Сумська, Віталій Борисюк, Дмитро Завадський, Сергій Калантай, Роман Ясиновський. Запис стартував 28 жовтня, а прем’єру плануть на початок 2020го року.
у 2019 році ретророман «Адвокат із Личаківської» отримав ще одне нове життя. Перша серія ретродетективу вийшла в форматі аудіокниги. Пропонує її українська аудіокнигання «Абук».